# Kotasaari (ö i Lappland, Rovaniemi, lat 65,88, long 26,74)
Kotasaari är en ö i Finland. Den ligger i sjön Kuhan-Takajärvi och i kommunen Ranua i den ekonomiska regionen  Rovaniemi ekonomiska region  och landskapet Lappland, i den norra delen av landet, 600 km norr om huvudstaden Helsingfors. Öns area är 0,8 hektar och dess största längd är 200 meter i sydöst-nordvästlig riktning.